# Gao Cheng
Gao Cheng (高澄) (521. – 549.), kurtoazno ime Zihui (子惠), formalno Princ Wenxiang od Bohaija (勃海文襄王), kasnije postumno nazivan kao Car Wenxiang (文襄皇帝) u državi Sjeverni Qi s hramskim imenom Shizong (世宗), bio je vrhovni zapovjednik i premijer kineske/Xianbei države Istočni Wei, jedne od država-nasljednica Sjevernog Weija.  Bio je najstariji sin generala Gao Huana, a kako mu je otac stekao vlast za vrijeme vladavine cara Xiaojinga, tako je Gao Cheng stekao sve veći utjecaj i nakon očeve smrti 547. postao de facto gospodar države. Kineski povijesni izvori ga opisuju kao sposobnog vojskovođu, ali bahatog i sklonog hirovima i razvratu.  Godine 549. ga je, uplašen za vlastiti život, ubio sluga Lan Jing (蘭京), a na mjestu gospodara države Istočni Wei naslijedio mlađi brat Gao Yang.